# Stanley Nwabali
Stanley Nwabali, né le 10 juin 1996 à Lagos, est un footballeur international nigérian qui joue au poste de gardien de but au Chippa United.

## Biographie

### Carrière en club
Né à Lagos au Nigeria, Stanley Nwabali est formé par le Go Round FC, où il commence sa carrière professionnelle en championnat du Nigeria.
Passé par plusieurs autres clubs de l'élite nigériane, il est transféré en octobre 2022 au Chippa United en championnat d'Afrique du Sud, où ses performances lui peremettent de s'imposer comme titulaire,,.
Ses performances régulières lui valent d'attirer l'attention de clubs européen comme l'Union saint-gilloise en Belgique,,.

### Carrière en sélection
En juin 2021, Nwabali est convoqué pour la première fois avec l'équipe senior du Nigeria,. Il honore sa première sélection le 4 juillet 2021 lors d'un match amical contre le Mexique,,.
En janvier 2024, il est sélectionné pour prendre part à la CAN 2023, organisée en Côte d'Ivoire. Il s'impose comme le gardien titulaire du Nigéria,.